# کونگسوینگر
کونگسوینگر (به لاتین: Kongsvinger) یک سکونتگاه مسکونی در نروژ است که در هدمارک واقع شده‌است.

## خصوصیات
کونگسوینگر ۱٬۰۳۶ کیلومترمربع مساحت و ۱۷٬۳۸۰ نفر جمعیت دارد.